# Mithuawa
Mithuawa – gaun wikas samiti w środkowej części Nepalu  w strefie Narajani w dystrykcie Rautahat. Według nepalskiego spisu powszechnego z 2001 roku liczył on 577 gospodarstw domowych i 3401 mieszkańców (1628 kobiet i 1773 mężczyzn).